# Hainaut
Hainaut (în neerlandeză Henegouwen, în valonă Hinnot, în picardă Hénau, în germană Hennegau) este o provincie valonă din Belgia. Capitala provinciei este orașul Mons.

## Comune
Provincia Hainaut conține 69 de comune, grupate în șapte arondismente administrative, din care 24 au titlul de oraș.
|                                       | Arondismentul Ath: | Arondismentul Charleroi: | Arondismentul Mons: |
|                                       | - 04. Ath - 06. Belœil - 07. Bernissart - 11. Brugelette - 17. Chièvres - 24. Ellezelles - 31. Flobecq - 34. Frasnes-lez-Anvaing | - 01. Aiseau-Presles - 14. Chapelle-lez-Herlaimont - 15. Charleroi - 16. Châtelet - 21. Courcelles - 26. Farciennes - 30. Fleurus - 32. Fontaine-l'Evêque - 36. Gerpinnes - 44. Les Bons Villers - 48. Manage - 53. Montigny-le-Tilleul - 58. Pont-à-Celles - 64. Seneffe | - 09. Boussu - 19. Colfontaine - 22. Dour - 33. Frameries - 38. Hensies - 39. Honnelles - 40. Jurbise - 43. Lens - 51. Mons - 59. Quaregnon - 60. Quévy - 61. Quiévrain - 63. Saint-Ghislain |
| Arondismentul Mouscron:               | Arondismentul Soignies: | Arondismentul Thuin: | Arondismentul Tournai: |
| - 20. Comines-Warneton - 55. Mouscron | - 10. Braine-le-Comte - 23. Écaussinnes - 25. Enghien - 41. La Louvière - 42. Le Rœulx - 45. Lessines - 65. Silly - 67. Soignies | - 02. Anderlues - 05. Beaumont - 08. Binche - 18. Chimay - 26. Erquelinnes - 28. Estinnes - 35. Froidchapelle - 37. Ham-sur-Heure-Nalinnes - 47. Lobbes - 49. Merbes-le-Château - 50. Momignies - 54. Morlanwelz - 66. Sivry-Rance - 68. Thuin                            | - 03. Antoing - 12. Brunehaut - 13. Celles - 27. Estaimpuis - 46. Leuze-en-Hainaut - 52. Mont-de-l'Enclus - 56. Pecq - 57. Péruwelz - 62. Rumes - 69. Tournai                                |